# Salmo trutta fario
Salmo trutta fario (bäcköring) är en underart till öring som endast lever i sötvatten och som inte vandrar till havet.
Det ursprungliga utbredningsområdet ligger i Europa, västra Asien och norra Afrika. Underarten är en omtyckt matfisk och den introducerades därför i andra delar av världen.
Exemplaren blir upp till 140 cm långa och kan väga 15 kg. Honor gräver med stjärtfenan en grop i vattendragets eller insjöns botten där de lägger sina ägg.
Sedan 2015 drabbas flera exemplar i vattendrag kring Alperna av en sjukdom som i början var okänd. Fisken fick en mörk färg och dog efter en tid. En studie från 2018 visade att sjukdomen är en virus som är nära släkt med virus som drabbar atlantlax och silverlax.